# Wereldkampioenschappen schaatsen afstanden 2023 - 1500 meter mannen
De 1500 meter mannen op de wereldkampioenschappen schaatsen afstanden 2023 werd gereden op zaterdag 4 maart 2023 in het ijsstadion Thialf in Heerenveen, Nederland.
Titelverdediger was Thomas Krol, die de titel moest laten aan Jordan Stolz. Kjeld Nuis won het zilver voor Thomas Krol.

## Uitslag
| #      | Schaatser                | Land             | Tijd    |
| ------ | ------------------------ | ---------------- | ------- |
| Goud   | Jordan Stolz             | Verenigde Staten | 1.43,59 |
| Zilver | Kjeld Nuis               | Nederland        | 1.43,82 |
| Brons  | Thomas Krol              | Nederland        | 1.44,30 |
| 4      | Wesly Dijs               | Nederland        | 1.44,59 |
| 5      | Sander Eitrem            | Noorwegen        | 1.44,64 |
| 6      | Bart Swings              | België           | 1.44,93 |
| 7      | Antoine Gélinas-Beaulieu | Canada           | 1.45,24 |
| 8      | Allan Dahl Johansson     | Noorwegen        | 1.45,40 |
| 9      | Ning Zhongyan            | China            | 1.45,50 |
| 10     | Connor Howe              | Canada           | 1.45,52 |
| 11     | Taiyo Nonomura           | Japan            | 1.45,55 |
| 12     | Alessio Trentini         | Italië           | 1.46,04 |
| 13     | Tyson Langelaar          | Canada           | 1.46,06 |
| 14     | Kazuya Yamada            | Japan            | 1.48,15 |
| 15     | Masaya Yamada            | Japan            | 1.46,54 |
| 16     | Casey Dawson             | Verenigde Staten | 1.46,75 |
| 17     | Dmitry Morozov           | Kazachstan       | 1.46,76 |
| 18     | Gabriel Odor             | Oostenrijk       | 1.46,89 |
| 19     | Emery Lehman             | Verenigde Staten | 1.46,93 |
| 20     | Stefan Emele             | Duitsland        | 1.47,04 |
| 21     | Um Cheon-ho              | Zuid-Korea       | 1.47,10 |
| 22     | Francesco Betti          | Italië           | 1.47,98 |
| 23     | Shen Hanyang             | China            | 1.50,68 |
| 24     | Peder Kongshaug          | Noorwegen        | DNF     |

1996 · 
1997 · 
1998 · 
1999 · 
2000 · 
2001 · 
2003 · 
2004 · 
2005 · 
2007 · 
2008 · 
2009 · 
2011 · 
2012 · 
2013 · 
2015 · 
2016 · 
2017 · 
2019 ·
2020 ·
2021 ·
2023 ·
2024 ·
2025